# Берёзовская площадь
Берёзовская пло́щадь (также Ве́рхняя Я́ма) — ныне несуществующая городская площадь Екатеринбурга, располагавшаяся на территории, ограниченной современными улицами Короленко (с юга), Бажова (с востока), Кузнечной (с запада) и исчезнувшей Пышминской улицей (с севера). Существовала с середины XIX века до 1960-х годов. В настоящее время территория бывшей площади застроена жилыми домами.

## Этимология
Как и одноимённая улица, площадь получила название от Берёзовского завода, располагаясь около выезда в его сторону. Среди местных жителей было распространено также другое название площади — Верхняя Яма. По аналогии с Нижней Ямой, вероятно, происхождение названия связано с тем, что жители окрестных территорий занимались извозом.

## История
Площадь формировалась во второй половине XIX века в процессе развития городской застройки Екатеринбурга в северо-западном направлении. Впервые Берёзовская площадь в качестве приходской площади с будущим храмом упоминается на генеральном плане Екатеринбурга 1880 года. Территория площади была ограничена современными улицами Короленко (с юга), Бажова (с востока), Кузнечной (с запада) и исчезнувшей Пышминской улицей (с севера). Таким образом, площадь располагалась между двумя выездами из города, один из которых вёл на Шарташ и Берёзовский завод, другой — в Верхотурье. В 1870-х годах восточной границей Берёзовской площади стала линия Уральской железной дороги, проложенная вдоль современной улицы Восточной.
Площадь в основном выполняла функции торговой, жители Шарташа и прилегающих к нему поселений продавали здесь продукты питания. Территория площади была болотистой, в нескольких местах находились родники, водой из которых наполняли пожарный бак, находившийся в юго-западном углу. Со временем площадь превратилась в свалку бытовых отходов. Напротив площади за железнодорожной линией располагалось кирпичное «заведение» Малиновцева.
В 1960-х годах территория Берёзовской площади была полностью застроена жилыми домами.